# Patrimonio ecclesiastico
Il patrimonio ecclesiastico «sottoposto alla potestà dell'autorità della Chiesa è distribuito tra le molte persone giuridiche pubbliche, le quali sono le proprietarie dei singoli beni. Recita, infatti, il can. 1256 che "la proprietà dei beni, sotto la suprema autorità del Romano Pontefice, appartiene alla persona giuridica che li ha legittimamente acquistati"».
La necessità di un patrimonio ecclesiastico è giustificata dal fatto che «La Chiesa, per compiere nel mondo la missione ricevuta dal suo Fondatore e Signore Gesù Cristo, ha il diritto nativo di acquistare, possedere, amministrare ed alienare i beni temporali per conseguire i fini che le sono propri (cann. 1254; 1255)».